# Погоня в степи
«Погоня в степи» — советский художественный фильм 1979 года, снятый режиссёром Абдуллой Карсакбаевым на студии «Казахфильм». 
Экранизация повести  Сакена Сейфуллина "Хамит в погоне за бандитом" .
Премьера в Москве состоялась 11 февраля 1980 года. В СССР фильм посмотрели 12 300 000 зрителей.

## Сюжет
Действие фильма происходит в Средней Азии и рассказывает о борьбе за установление Советской власти. Показывает отношения между разными слоями населения Казахстана осенью 1920 года.
Храбрый красный командир Хамит, человек преданный своему делу. Его противник — хитрый, коварный и неуловимый атаман Кудре. Выслеживая его банду, Хамит в какой-то момент сам попадает в ловушку и становится пленником атамана. Однако, в конце концов, ему удается напасть на след Кудре и разгромить банду.

## В ролях
- Досхан Жолжаксынов – Хамид, красный командир
- Гульнара Дусматова – Айгерим
- Улдис Лиелдиджс – Крумин
- Ашир Чокубаев – Кудре, атаман
- Байтен Омаров – Акан, бандит
- Владимир Ерёмин – Иван
- Михаил Васильев – Парфёнович
- Мухтар Бахтыгереев – Саттар
- Джамбул Худайбергенов – Ахмед
- Болат Калымбетов – Алимжан
- Виталий Гришко – Ефим
- Лидия Ашрапова – эпизод
- Нуржуман Ихтымбаев – эпизод
- Любовь Лушечкина – эпизод

## Награды
- Приз ЦК ЛКСМ Таджикистана на XIII Всесоюзном кинофестивале-80 в Душанбе.